# Cristóbal Aguilar

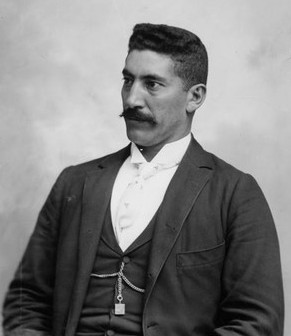
Cristóbal Aguilar

José Cristóbal Aguilar (* um 1816 in Los Angeles, Kalifornien; † 11. April 1886 ebenda) war ein US-amerikanischer Politiker. Zwischen 1866 und 1872 war er zweimal Bürgermeister der Stadt Los Angeles.

## Werdegang
Cristóbal Aguilar wurde um 1816 in Los Angeles geboren, das damals noch zu Spanien gehörte. Erst als im Jahr 1821 Mexiko von Spanien unabhängig wurde, fiel auch Kalifornien an Mexiko. Während des Mexikanisch-Amerikanischen Krieges kam das Gebiet zu den Vereinigten Staaten. Somit wurde er als spanischer Bürger geboren, wurde später Mexikaner und schließlich Amerikaner. Allerdings lernte er nie die englische Sprache, was später zu Verständigungsproblemen mit dem anglo-amerikanischen Teil der Bevölkerung führte. Während der mexikanischen Zeit bekleidete er einige lokale Verwaltungsämter. Nach dem Übergang der Stadt an die Vereinigten Staaten saß er zwischen 1850 und 1862 mehrfach im dortigen Stadtrat. Politisch hatte er sich der Demokratischen Partei angeschlossen. Von 1854 bis 1864 war er mit einigen Unterbrechungen auch Mitglied im Bezirksrat des Los Angeles County.
Im Jahr 1866 wurde Aguilar zum Bürgermeister von Los Angeles gewählt. Dieses Amt bekleidete er zwischen dem 10. Mai 1866 und dem 7. Dezember 1868. Für drei Monate dieser Zeit (Mai bis August 1867) war er aus nicht überlieferten Gründen vorübergehend von diesem Amt suspendiert. Während dieser Zeit übte er den finanziell höher dotierten Posten des Wasserbeauftragten (Water Overseer of Los Angeles) aus. Zwischen dem 9. Dezember 1870 und dem 5. Dezember 1872 war er erneut Bürgermeister seiner Heimatstadt. Während seiner Zeit als Bürgermeister wurden zwei weitere Schulen eröffnet und die Feuerwehr mit einer Dampfspritze ausgerüstet. Außerdem entstanden einige neue Geschäfte und Unternehmen, unter anderem auch die erste Bank der Stadt, die mit einem Kapital von 100.000 Dollar eröffnete.
Nach dem Ende seiner Zeit als Bürgermeister war Aguilar noch drei Mal Wasserbeauftragter von Los Angeles (1868–1869, 1873–1875 und 1877–1878). Ansonsten verfasste er Artikel in einer in spanischer Sprache erscheinenden Zeitung über lokale Vorgänge. Er starb am 11. April 1886.